# Theodor Podstatský-Thonsern
Theodor Vilém František svobodný pán Podstatský-Thonsern z Prusinovic (německy Theodor Wilhelm Franz Freiherr Podstatsky-Thohsern von Prusinowitz; 4. září 1844 Litenčice – 10. března 1910 Litenčice) byl moravský šlechtic ze starobylého rodu Podstatských z Prusinovic, dlouhodobě byl poslancem Moravského zemského sněmu a vlastnil velkostatek Litenčice.

## Život a veřejná činnost

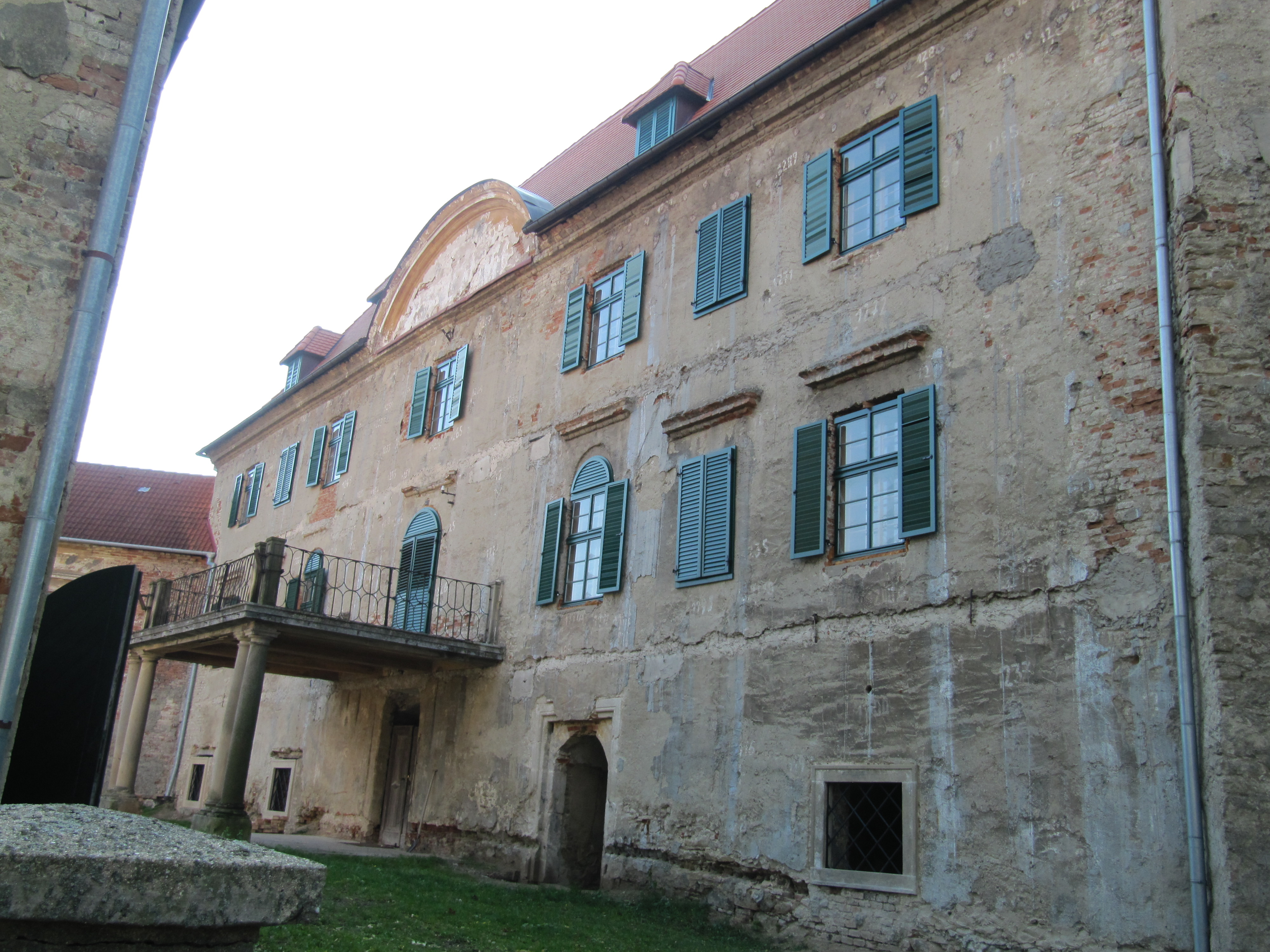
Zámek Litenčice

Pocházel z vedlejší linie významného rodu hrabat Podstatských z Prusinovic, v této větvi jeho předci získali panství Litenčice na Kroměřížsku po vymřelém rodu Thonsernů, zároveň byli povýšeni do panského stavu spolu s přijetím jména Thonsern. Narodil se na zámku v Litenčicích jako druhorozený syn Františka Viléma Podstatského-Thonserna (1810–1878) a jeho manželky Marie Johany Obytecké z Obytec (1811–1860).
V roce 1860 odmaturoval na gymnáziu v Kroměříži, poté sloužil v armádě, z níž byl propuštěn v roce 1872 v hodnosti nadporučíka, mimo aktivní službu byl později povýšen na rytmistra (1883). Mezitím v roce 1880 obdržel titul c.k. komořího a v roce 1909 získal Řád Františka Josefa. V letech 1884–1910 byl poslancem Moravského zemského sněmu, kde náležel ke Střední straně velkostatkářské. Dlouhodobě se angažoval v debatách k problematice zemědělství a dopravy.
Po otci v roce 1878 zdědil Litenčice na Kroměřížsku. Kromě sídelního zámku k velkostatku patřilo cca 1 700 hektarů půdy, cihelna, pila a kamenolom. Litenčickou knihovnu obohatil o hodnotnou sbírku hudebnin. Jeho kulturní zájmy podporovala i manželka Gabriela, rozená hraběnka ze Žerotína (1853–1914), sestra moravského místodržitele Karla ze Žerotína. Vzali se v roce 1872 na zámku v Bludově. Z manželství se narodilo pět dětí, čtyři dcery a jediný syn.
- 1. Olga (13. 3. 1873 Litenčice – 11. 11. 1943 Opava)
  - ⚭ (19. 9. 1898 Litenčice) Karel Roth von Rothenhorst (7. 12. 1862 Lublaň – 29. 2. 1940 Opava)
- 2. Ida (18. 2. 1874 Litenčice – 19. 11. 1943 Bludov)
  - ⚭ (6. 6. 1892 Litenčice) Leopold svobodný pán von Wattenwyl (1. 11. 1861 Vídeň – 5. 7. 1911 Borovce)[2]
- 3. Zdenka (5. 9. 1875 Litenčice – 4. 3. 1947 Bludov)
  - ⚭ (27. 4. 1897 Vídeň) Karel Emanuel hrabě ze Žerotína (16. 8. 1850 Bludov – 26. 12. 1934 tamtéž)
- 4. Marie Anna (*/† 25. 6. 1880 Litenčice)
- 5. Maxmilián (9. 6. 1883 Litenčice – 19. 12. 1918 Kroměříž), dědic Litenčic[3]
  - ⚭ (14. 9. 1907 Krakov) Marie von Szalay (15. 10. 1887 Krakov – 11. 3. 1976 Moravský Beroun)

Zemřel v březnu 1910 v rodných Litenčicích.